# Neomyia nudissima
Neomyia nudissima är en tvåvingeart som först beskrevs av Friedrich Hermann Loew 1852.  Neomyia nudissima ingår i släktet Neomyia och familjen husflugor. Inga underarter finns listade i Catalogue of Life.